# Ouratea roraimae
Ouratea roraimae är en tvåhjärtbladig växtart som beskrevs av Adolf Engler. Ouratea roraimae ingår i släktet Ouratea och familjen Ochnaceae. Inga underarter finns listade i Catalogue of Life.